# Gea spinipes
Espèce
Synonymes
- Pronous chelifer Hasselt, 1882
- Gea decorata Thorell, 1890
- Gea festiva Thorell, 1895
- Gea festiva nigrifrons Simon, 1901

Gea spinipes est une espèce d'araignées aranéomorphes de la famille des Araneidae.

## Distribution
Cette espèce se rencontre au Pakistan, en Inde, en Chine, à Taïwan, au Viêt Nam, en Birmanie, en Malaisie, à Singapour et en Indonésie au Kalimantan et à Sumatra,.

## Description

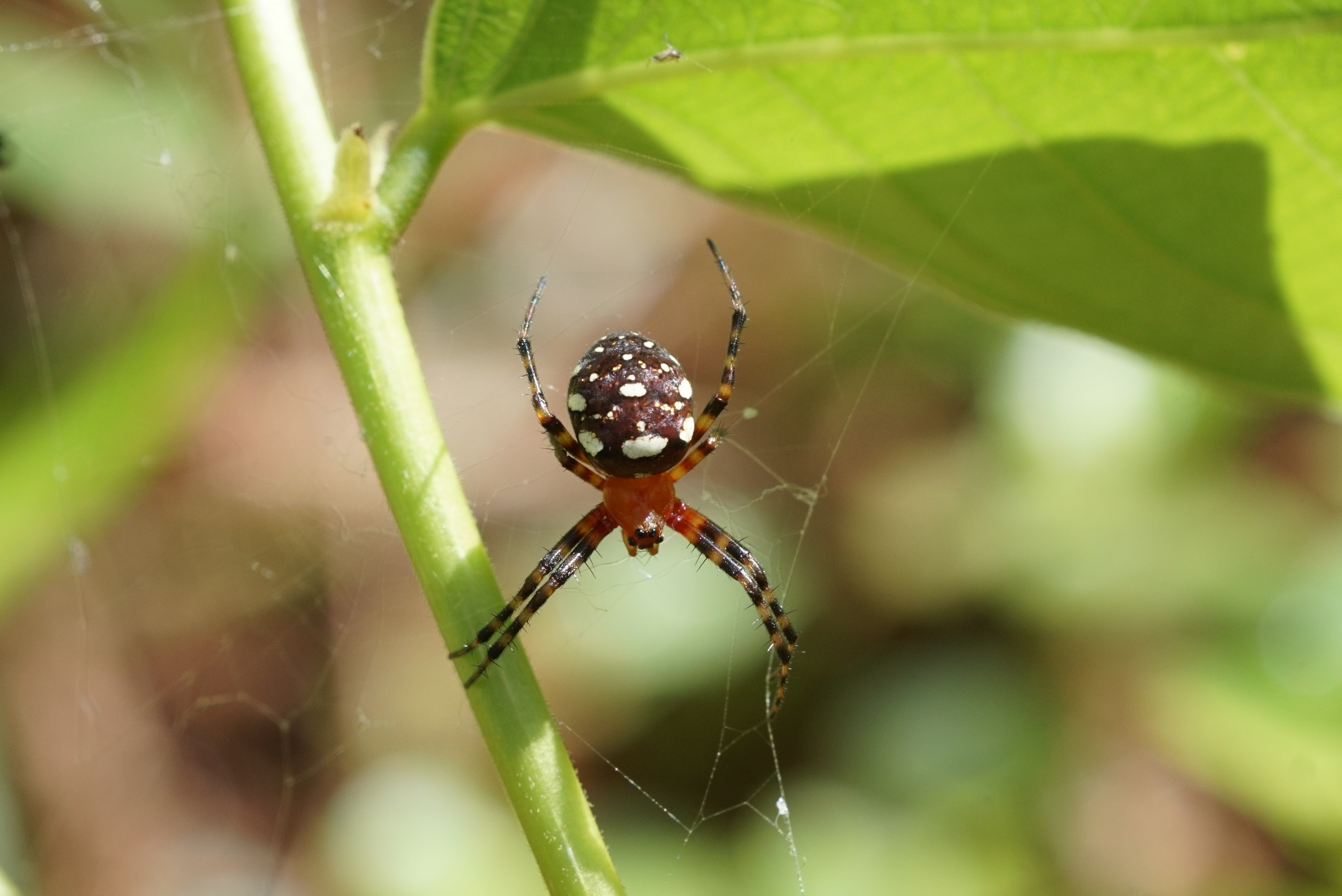
Gea spinipes

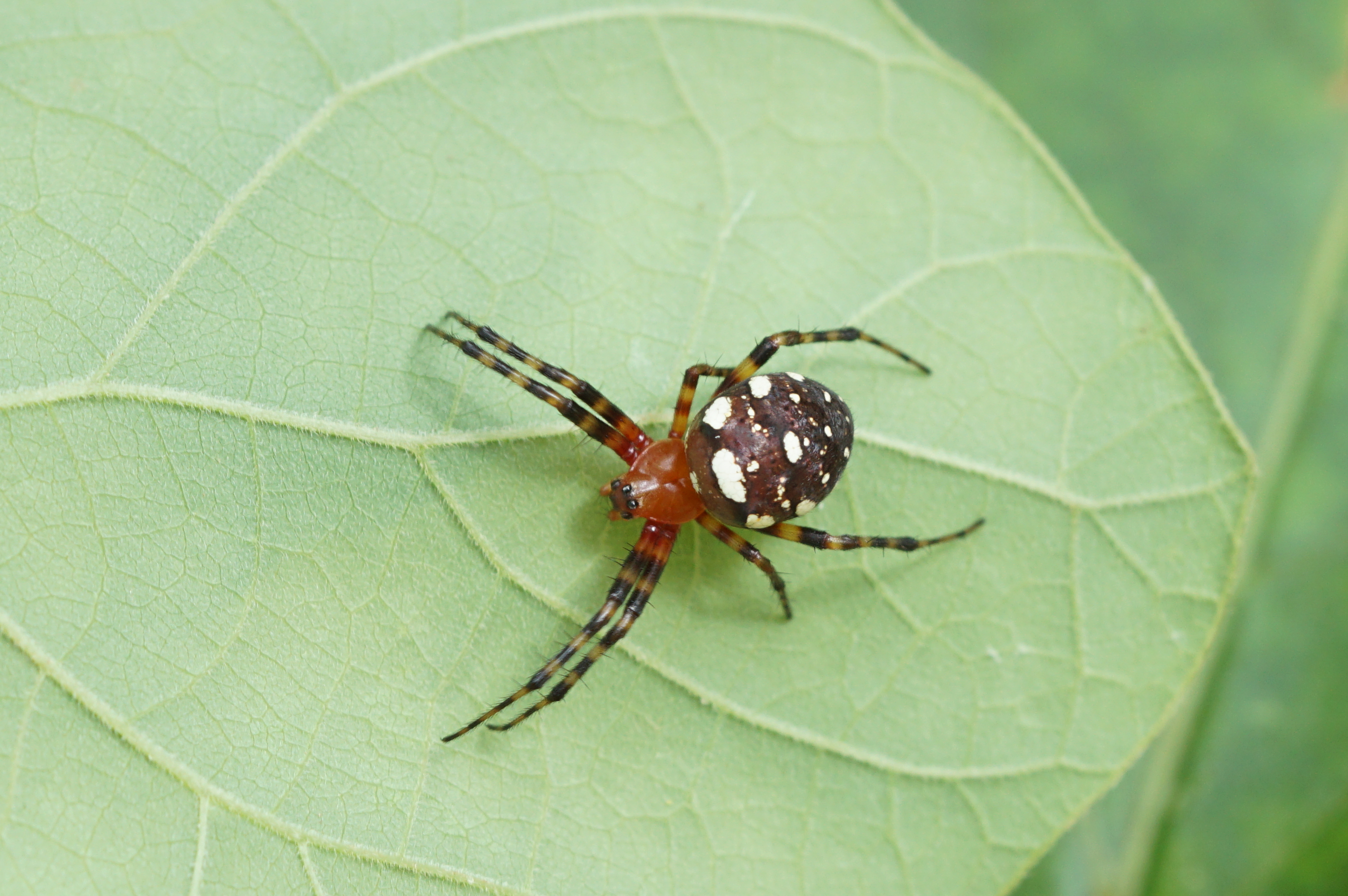
Gea spinipes

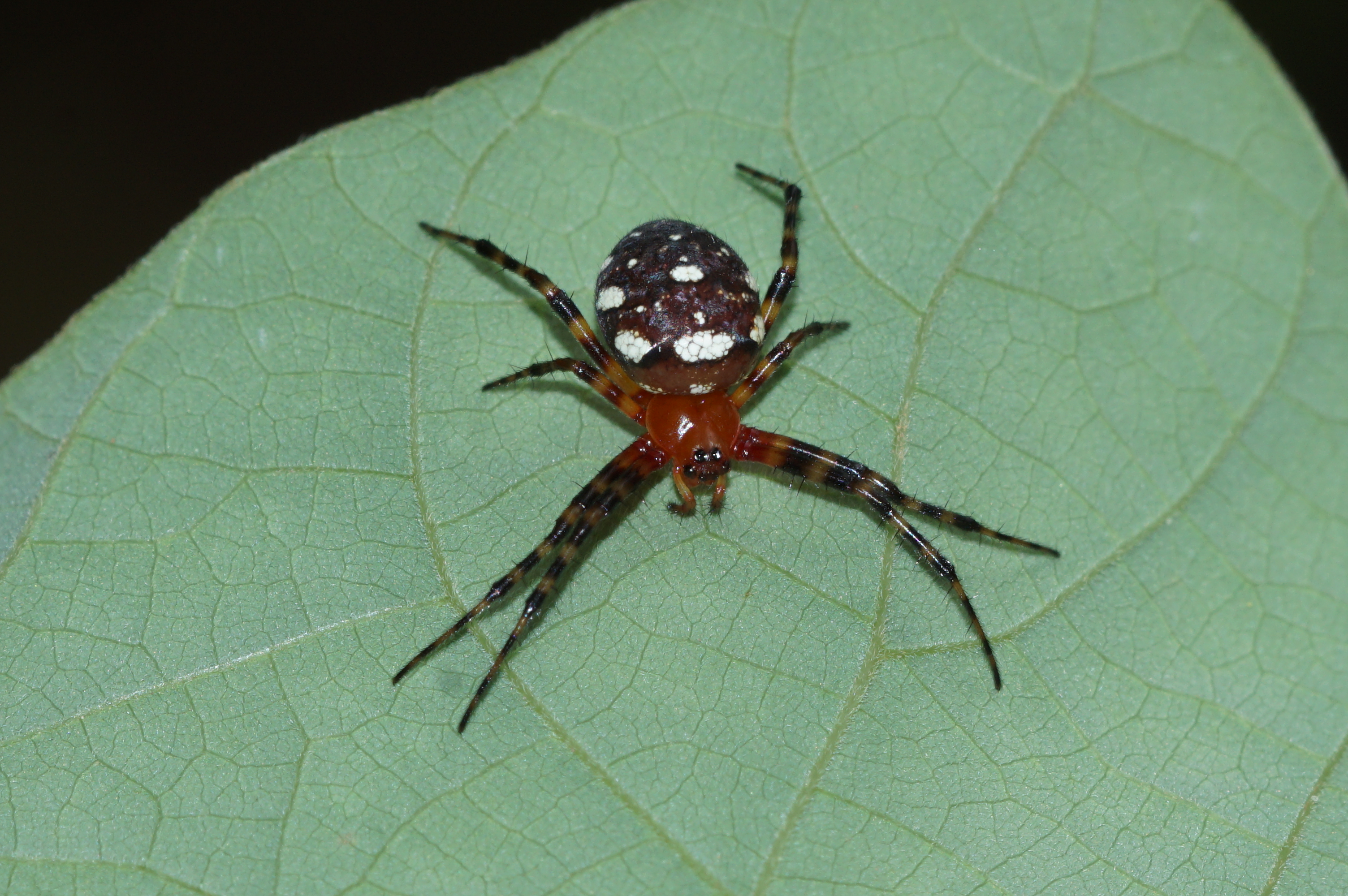
Gea spinipes

Le mâle décrit par Chang et Chang en 1997 mesure 4,39 mm et la femelle 5,80 mm.

## Liste des sous-espèces
Selon World Spider Catalog (version 22.5, 20/07/2021) :
- Gea spinipes nigrifrons Simon, 1901 de Malaisie
- Gea spinipes spinipes C. L. Koch, 1843

## Publications originales
- C. L. Koch, 1843 : Die Arachniden. Nürnberg, vol. 10, p. 37-142 (texte intégral).
- Simon, 1901 : « On the Arachnida collected during the Skeat expedition to the Malay Peninsula. » Proceedings of the Zoological Society of London, vol. 1901, no 2, p. 45-84 (texte intégral).